# Hanka Gregušová
Hanka Gregušová (* 28. April 1980 in Bratislava) ist eine slowakische Jazz-, Gospel- & Weltmusik-Sängerin, die auch unter dem Künstlernamen Hanka G auftritt.

## Leben und Wirken
Gregušová wuchs zunächst in der Mongolei auf, wo ihre Eltern als Geologen auf einer Expedition arbeiteten, später in der Slowakei und den USA, wo sie mit lokalen Jazzsängern auftrat. Sie wurde damit früh musikalisch sehr vielseitig geprägt und nutzte nach der Rückkehr aus den USA jede Gelegenheit, ihre Jazzinterpretation zu verbessern. Der Pianist Gabriel Jonáš und daraufhin weitere Musiker luden sie ein.
Der Slowakische Musikfonds unterstützte Gregušová bei ihrem Debütalbum Reflections of My Soul, das 2007 erschien. Auch trat sie mit Štefan „Pišta“ Bartus und Nikolaj Nikitin auf; weiterhin ist sie auf Sisa Michalidesovás Album Expressions zu hören. 2013 tourte sie mit der Band von Chris Byars in der Slowakei, im Folgejahr mit Rodney Kendrick in Südafrika und mit Eric Wyatt in Osteuropa.
Zwei weitere Alben hat Gregušová unter ihrem Namen veröffentlicht, Essence (2014), das slowakisches Liedmaterial zum Ausgang hat, und Twin Flame (2017), wo sie überwiegend Instrumentaltitel bekannter Jazzpianisten vokalisierte und mit eigenen Texten versah. Sie lebt mittlerweile in New York City, wo sie mit Anthony Wonsey und Lonnie Plaxico, aber auch im Quintett von Taru Alexander auftritt.
Gregušová hat mehrere Jazzpreise gewonnen; unter anderem wurde sie 2017 in der Slowakei als „Jazzmusiker des Jahres“ ausgezeichnet (als zweite Frau, die diese Anerkennung überhaupt erhielt). Ihre beiden letzten Alben wurden für die Radio Head Awards von Rádio FM nominiert; Cassandra Wilson bewertete sie als beste Sängerin der nächsten Generation.

## Diskographische Hinweise
- 2016 Twin Flame (S. E. SMITH, s.r.o.)
- 2014 Essence (Hevhetia, mit Radovan Tariška, Ondrej Krajňák, Josef Fečo, Marián Ševčík, Štefan Bugala und Ivan Herák)
- 2007 Reflections of My Soul (mit Radovan Tariška, Ondrej Krajňák, Tomáš Baroš und Marián Ševčík)